# Улица Структору
Улица Стру́ктору (латыш. Struktoru iela) — улица в Видземском предместье города Риги, в микрорайоне Тейка. Начинается от Бривибас гатве и заканчивается перекрёстком с улицей Бикерниеку. На всём протяжении имеет асфальтовое покрытие. Общая длина улицы — 455 метров. Движение по улице одностороннее (2 полосы), в сторону Бривибас гатве.

## История
Улица Структору появилась в 1901 году и названа по строительному обществу «Структор», выполнявшему здесь работы по парцеллированию территории загородного имения Гросманмуйжа. В 1977 году была переименована в честь советского государственного деятеля Яна Пейве. В 1990 году восстановлено историческое название улицы.

## Прилегающие улицы
Улица Структору пересекается со следующими улицами:
- Бривибас гатве
- Улица Пабажу
- Улица Арайшу
- Улица Лаункалнес
- Улица Залиша
- Улица Бикерниеку

## Общественный транспорт
По улице Структору на всём её протяжении проходят автобусы 16, 48, троллейбусы 13, 14, 17. Остановочных пунктов на улице Структору нет, но на улице Бикерниеку и на Бривибас гатве (при движении в восточном направлении) есть остановки «Struktoru iela».